# جامان لال شارما
جامان لال شارما (انگلیسی: Jaman Lal Sharma; ۶ فوریهٔ ۱۹۳۶ – ۲۶ اوت ۲۰۰۷) بازیکن هاکی روی چمن اهل هند بود.